# Бруно (Небраска)
Бруно (англ. Bruno) — селище (англ. village) в США, в окрузі Батлер штату Небраска. Населення — 95 осіб (2020).

## Географія
Бруно розташоване за координатами 41°16′59″ пн. ш. 96°57′39″ зх. д. / 41.28306° пн. ш. 96.96083° зх. д. (41.283106, -96.960906).  За даними Бюро перепису населення США в 2010 році селище мало площу 0,71 км², уся площа — суходіл.

## Демографія
Згідно з переписом 2010 року, у селищі мешкало 99 осіб у 45 домогосподарствах у складі 30 родин. Густота населення становила 140 осіб/км².  Було 62 помешкання (87/км²).
Расовий склад населення:
| - 97,0 % — білих - 1,0 % — корінних американців - 1,0 % — азіатів |

До двох чи більше рас належало 1,0 %. Частка іспаномовних становила 5,1 % від усіх жителів.
За віковим діапазоном населення розподілялося таким чином: 18,2 % — особи молодші 18 років, 57,6 % — особи у віці 18—64 років, 24,2 % — особи у віці 65 років та старші. Медіана віку мешканця становила 46,5 року. На 100 осіб жіночої статі у селищі припадало 147,5 чоловіків;  на 100 жінок у віці від 18 років та старших — 131,4 чоловіків також старших 18 років.
Середній дохід на одне домашнє господарство  становив 47 030 доларів США (медіана — 31 250), а середній дохід на одну сім'ю — 53 563 долари (медіана — 55 625). Медіана доходів становила 27 917 доларів для чоловіків та 36 875 доларів для жінок. За межею бідності перебувало 17,9 % осіб, у тому числі 34,8 % дітей у віці до 18 років та 11,1 % осіб у віці 65 років та старших.
Цивільне працевлаштоване населення становило 67 осіб. Основні галузі зайнятості: освіта, охорона здоров'я та соціальна допомога — 35,8 %, виробництво — 23,9 %, транспорт — 7,5 %, роздрібна торгівля — 7,5 %.